# Bergallia rosa
Bergallia rosa är en insektsart som beskrevs av Rauno E. Linnavuori 1973. Bergallia rosa ingår i släktet Bergallia och familjen dvärgstritar. Inga underarter finns listade i Catalogue of Life.